# سه‌کنج (کرمان)
سه کنج، روستایی است از توابع بخش ماهان شهرستان کرمان در استان کرمان ایران.
گیلاس سکنج بسیار معروف است در این منطقه همچنین نوری،قیصی و گردو نیز پرورش پیدا میکند.
اقتصاد مردم سکنج عموما وابسته به کشاورزی و دامداری است.
در روستای سکنج یک رودخانه و یک قنات وجود دارد و یکی از مناطق بکر گردشگری استان کرمان میباشد.

## جمعیت
این روستا در دهستان ماهان  قرار داشته و براساس آخرین سرشماری مرکز آمار ایران که در سال ۱۳۸۵ صورت گرفته، جمعیت آن  ۴۴۳نفر (۱۱۶خانوار) بوده‌است.